# Quadrangle Sedna Planitia
El quadrangle Sedna Planitia és un dels quadrangles definits per la cartografia de Venus aprovats per la Unió Astronòmica Internacional.
En els mapes a escala 1 / 5.000.000 (identificat amb el codi V-19) inclou la porció de la superfície de Venus situada en latitud d'entre 25º a 50° N, i longitud entre 330º a 360° E.
En els mapes a escala 1 / 10.000.000 (identificat amb el codi I-2466) inclou la porció de la superfície de Venus situada en latitud d'entre 0° a 57° N, i longitud entre 300º a 60° E.

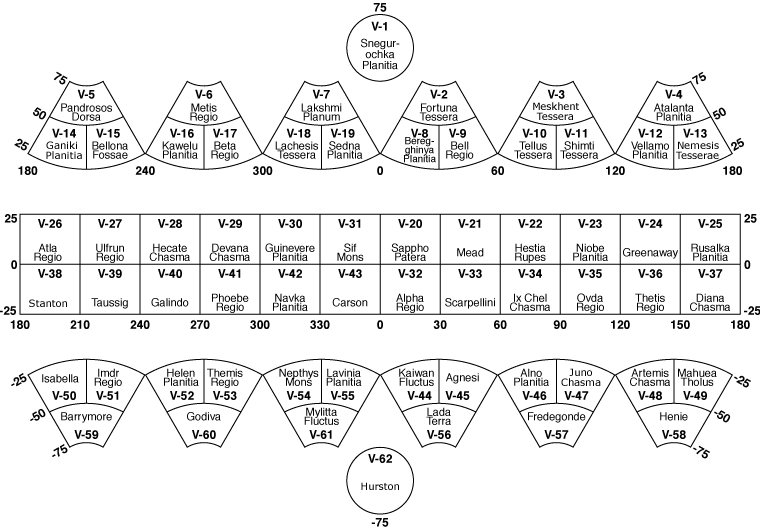
Quadrangles de Venus per a mapes a escala 1/5.000.000

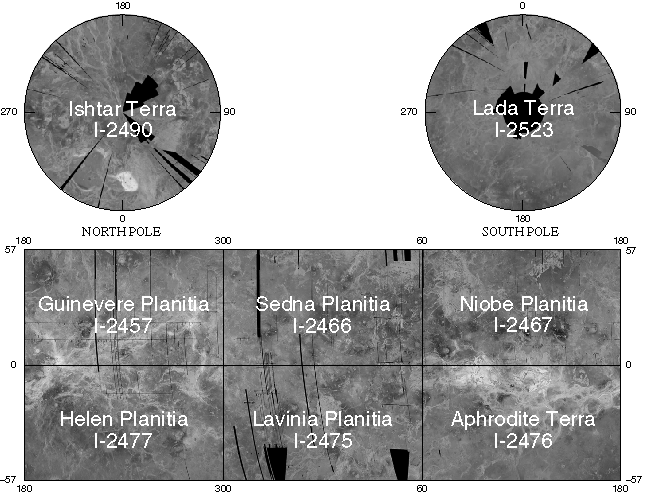
Quadrangles de Venus per a mapes a escala 1/10.000.000

Deu el seu nom a la Sedna Planitia.